# Riku Hirosue
Riku Hirosue (født 6. juli 1998) er en japansk fodboldspiller.
Han har spillet for flere forskellige klubber i sin karriere, herunder FC Tokyo.